# Raninoides loevis
Raninoides loevis är en kräftdjursart som först beskrevs av Pierre André Latreille 1825.  Raninoides loevis ingår i släktet Raninoides och familjen Raninidae. Inga underarter finns listade i Catalogue of Life.